# Torenvalk
De torenvalk (Falco tinnunculus) is een roofvogel uit de familie van de valkachtigen (Falconidae). De wetenschappelijke naam van de soort werd in 1758 gepubliceerd door Carl Linnaeus in de tiende editie van Systema naturae.

## Kenmerken
Een volwassen exemplaar is 30 tot 38 centimeter groot. De vleugelspanwijdte is 65 tot 80 centimeter.
Het mannetje heeft een grijsblauwe kop en nek, een roodbruine rug, en vleugels met donkere vlekken. De staart is blauwachtig grijs en heeft een zwarte eindband. Het vrouwtje is identiek aan het mannetje, maar heeft een bruine kop en nek, dwarsbandjes op de rug en vleugels, en een bruine staart zonder zwarte eindband.
Lichaamsgewicht:
vrouwelijke torenvalk: circa 190-280 gram;
mannelijke torenvalk: circa 180-230 gram.

## Voedsel
Het voedsel bestaat voornamelijk uit kleine zoogdieren zoals muizen en vogels zoals reisduiven of wilde duiven alsook kleinere soorten vogels. Ook insecten zoals kevers behoren tot hun voedsel.

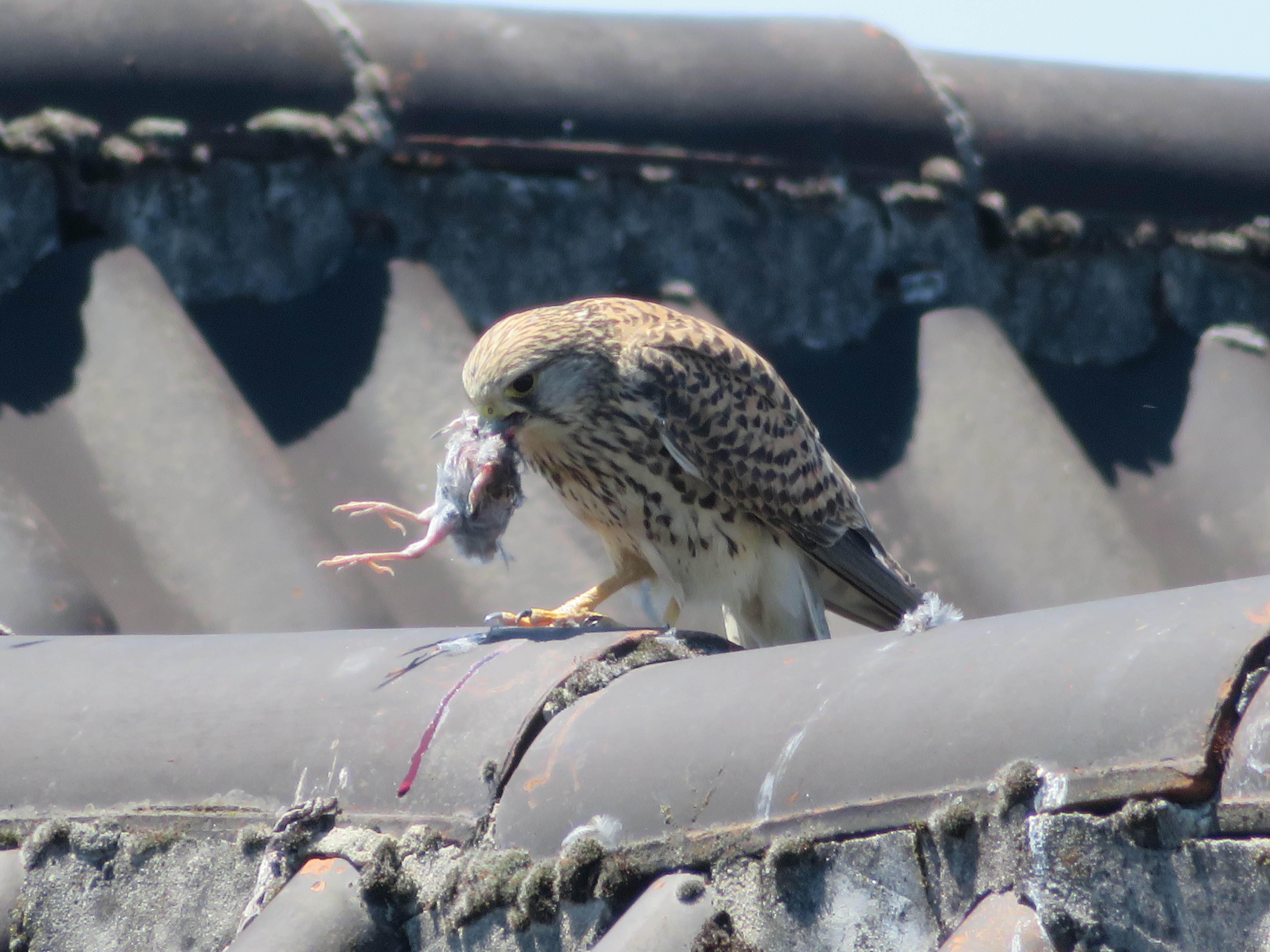
Torenvalk met prooi
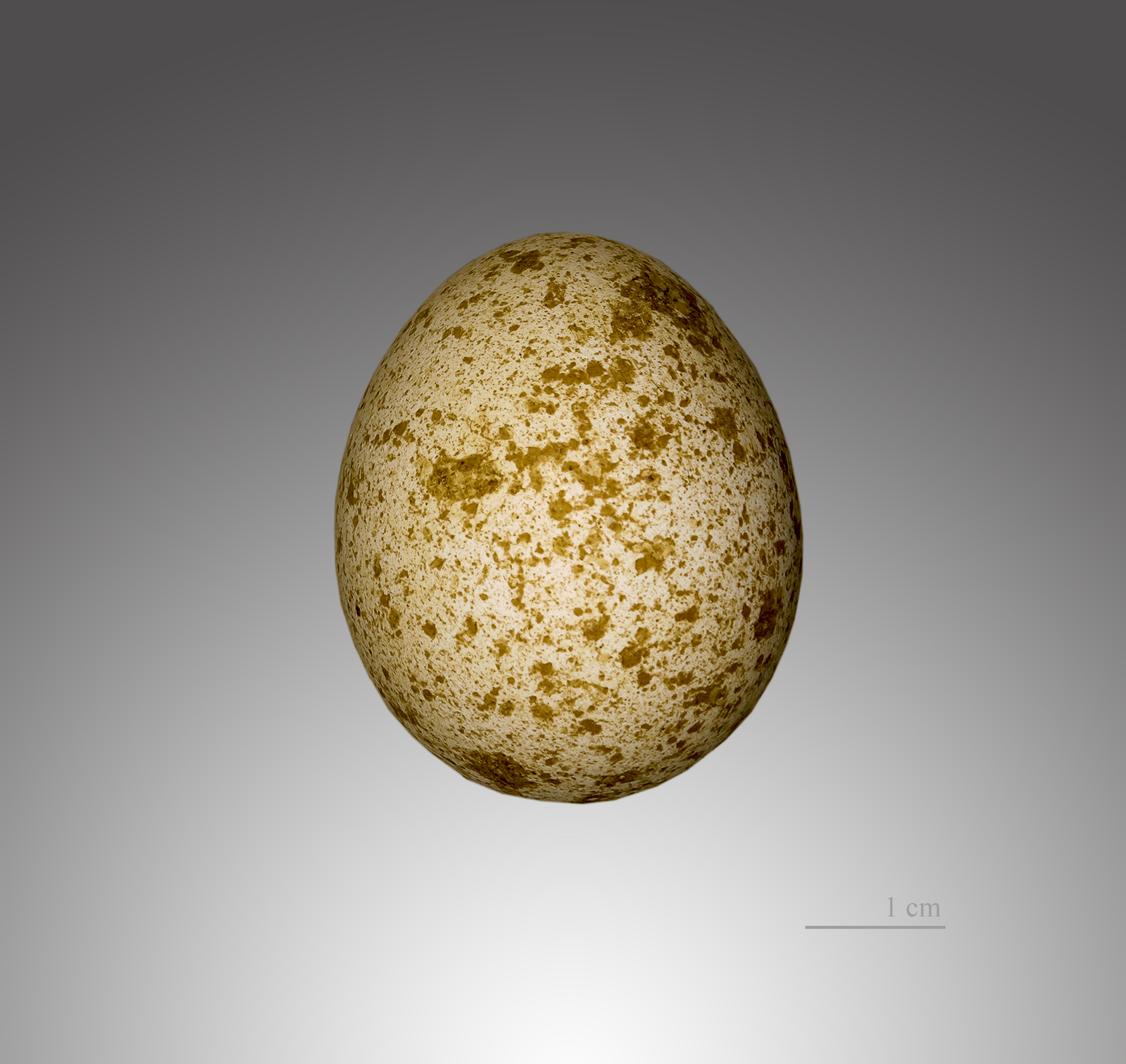
Ei van een torenvalk

## Voortplanting
Torenvalken bouwen zelf geen nest, maar kiezen vaak een oud kraaiennest als nestplaats. Ook gebruiken ze graag nestkasten waar ze zicht hebben op een open ruimte waar ze kunnen speuren naar voedsel. Het legsel bestaat uit vier tot zes witte, rode of geelgrijze eieren. De jongen blijven 27-35 dagen in het nest. Ze bereiken geslachtsrijpheid op de leeftijd van 10 maanden.

## Verspreiding
Het gehele jaar komen torenvalken in een groot deel van Europa voor. In Nederland en België is het een vrij schaarse broedvogel die is opgenomen op de Rode lijst. In Scandinavië en Noord-Rusland zijn de dieren alleen in de zomer aan te treffen. Ze komen voor op allerlei plaatsen, van weilanden en bosranden tot in steden. De dieren zijn vaak jagend te zien langs autowegen.

### Ondersoorten
Er worden elf ondersoorten onderscheiden:
- F. t. tinnunculus: van Europa en noordwestelijk Afrika tot Siberië.
- F. t. perpallidus: van noordoostelijk Siberië tot noordoostelijk China en Korea.
- F. t. interstinctus: van de Himalaya tot Japan en Indochina.
- F. t. objurgatus: zuidelijk India en Sri Lanka.
- F. t. canariensis: Madeira en de westelijke Canarische Eilanden.
- F. t. dacotiae: de oostelijke Canarische Eilanden.
- F. t. neglectus: noordelijk Kaapverdië.
- F. t. alexandri: zuidelijk Kaapverdië.
- F. t. rupicolaeformis: noordoostelijk Afrika en Arabië.
- F. t. archeri: Socotra, Somalië en noordoostelijk Kenia.
- F. t. rufescens: van West-Afrika tot Ethiopië, zuidelijk naar noordelijk Angola en Tanzania.

## Gedrag
Torenvalken kunnen stil in de lucht hangen door met snel bewegende vleugels en een gespreide staart tegen de wind in te vliegen. Dit wordt 'bidden' genoemd. Tijdens het stil op een plek hangen kijken ze naar beneden op zoek naar een prooi. Als ze deze hebben gevonden, duiken ze erop af.
Een hardnekkige mythe stelt dat de jacht van de torenvalk succesvol is doordat hij het UV-licht van de muizenurine kan waarnemen. Reeds lang is geweten dat het netvlies van jachtvogels UV-stralen kunnen registreren. Doch uit onderzoek in 2013 bleek dat de ooglens slecht een deel van het UV-spectrum doorlaat. Door de beperkte doorgelaten golflengte stelt men dat dit geen significant verschil maakt bij het jachtsucces.

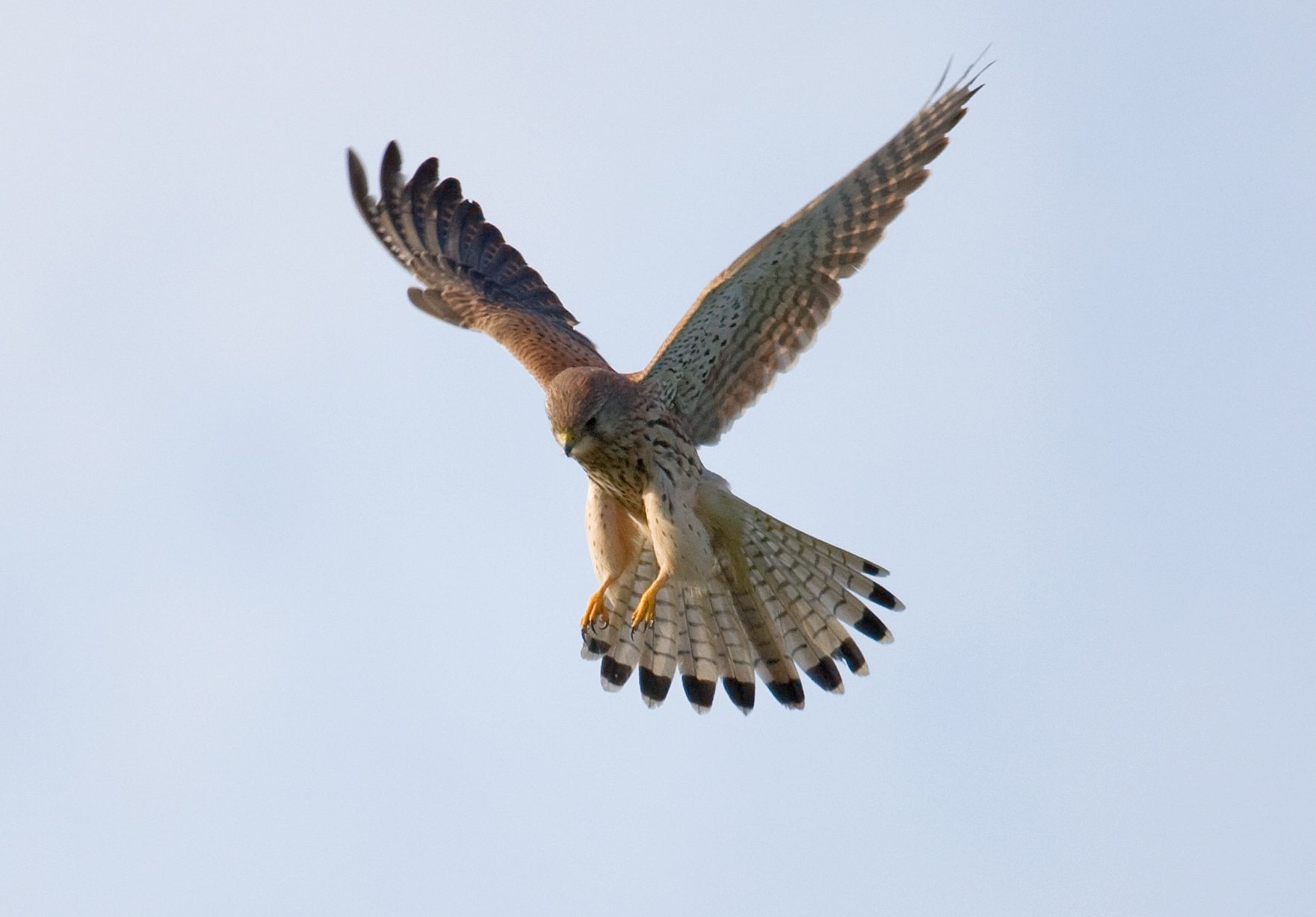
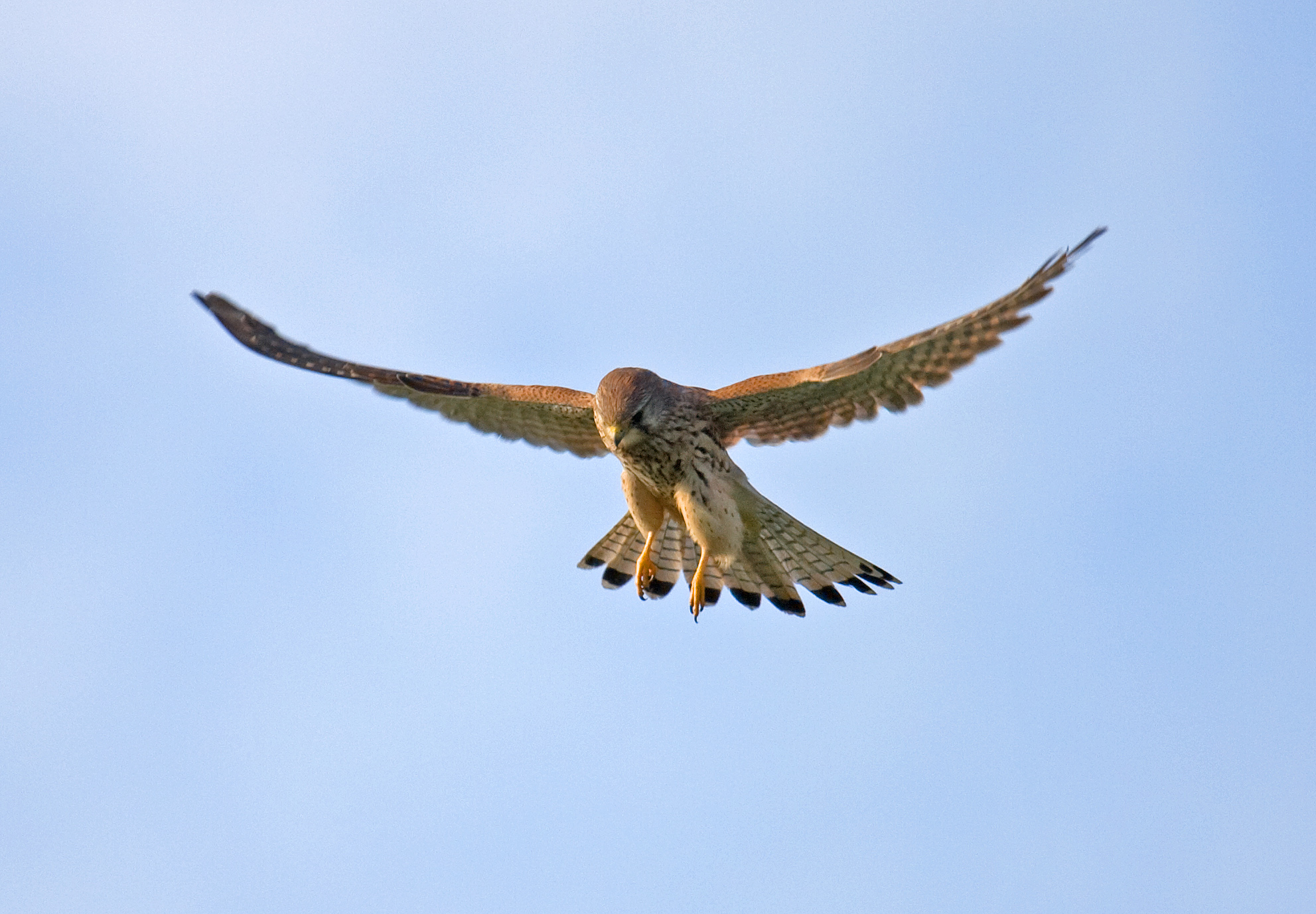
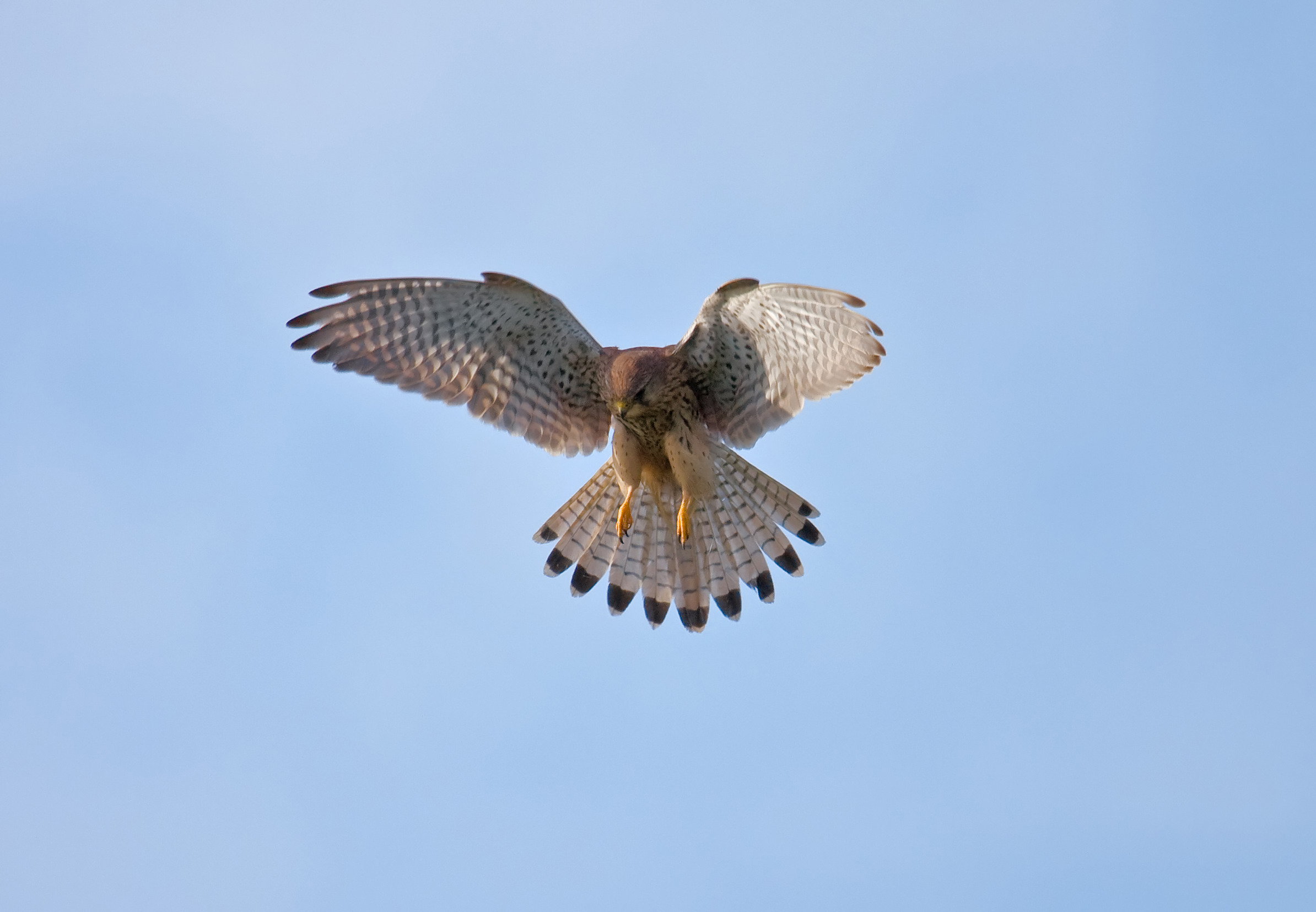

## Video
- Biddende torenvalk